# Jänkkärä
Jänkkärä är en sjö i kommunen Hankasalmi i landskapet Mellersta Finland i Finland. Sjön ligger 123,7 meter över havet. Arean är 1,64 kvadratkilometer och strandlinjen är 8,74 kilometer lång. Sjön  ingår i Kymmene älvs huvudavrinningsområde.   Den ligger omkring 49 kilometer öster om Jyväskylä och omkring 260 kilometer norr om Helsingfors. 